# Quảng Điền (huyện)
Quảng Điền là một huyện thuộc thành phố Huế, Việt Nam.

## Địa lý
Quảng Điền là huyện đồng bằng ven biển và đầm phá nằm ở phía bắc thành phố Huế, có vị trí địa lý:
- Phía đông giáp quận Phú Xuân
- Phía tây giáp thị xã Phong Điền
- Phía nam giáp thị xã Hương Trà
- Phía bắc giáp thị xã Phong Điền và Biển Đông.

Diện tích của huyện là 165,2 km2  và dân số là 92.750 người.
Sông Bồ là ranh giới tự nhiên phía nam giữa huyện Quảng Điền với thị xã Hương Trà. Ngoài ra, huyện còn có phần lớn diện tích của phá Tam Giang nằm trên địa bàn. Hầu hết các xã, thị trấn của huyện đều nằm ven phá Tam Giang, trong đó hai xã Quảng Công và Quảng Ngạn nằm ven biển ở phía bắc của phá.

## Hành chính
Huyện Quảng Điền có thị trấn Sịa và 10 xã: Quảng An, Quảng Công, Quảng Lợi, Quảng Ngạn, Quảng Phú, Quảng Phước, Quảng Thái, Quảng Thành, Quảng Thọ, Quảng Vinh.

## Lịch sử
Sau năm 1975, huyện Quảng Điền thuộc tỉnh Bình Trị Thiên, gồm 7 xã: Quảng Lộc, Quảng Lợi, Quảng Ngạn, Quảng Phú, Quảng Phước, Quảng Thọ và Quảng Vinh.
Ngày 11 tháng 3 năm 1977, huyện Quảng Điền sáp nhập với các huyện Hương Trà và Phong Điền thành huyện Hương Điền.
Ngày 6 tháng 1 năm 1983: 
- Chia xã Quảng Lợi thành 2 xã là Quảng Lợi và Quảng Thái.
- Chia xã Quảng Lộc thành 2 xã là Quảng Thành và Quảng An.
- Chia xã Quảng Ngạn thành 2 xã là Quảng Ngạn và Quảng Công.[3]

Ngày 30 tháng 6 năm 1989, tỉnh Thừa Thiên Huế được tái lập từ tỉnh Bình Trị Thiên, huyện Hương Điền thuộc tỉnh Thừa Thiên Huế.
Ngày 29 tháng 9 năm 1990, huyện Hương Điền được chia lại thành 3 huyện: Hương Trà, Phong Điền và Quảng Điền.
Ngày 17 tháng 3 năm 1997, thành lập thị trấn Sịa (thị trấn huyện lỵ huyện Quảng Điền) trên cơ sở 1.118,4 ha diện tích tự nhiên và 8.610 người của xã Quảng Phước.
Huyện Quảng Điền có 1 thị trấn và 10 xã như hiện nay.

## Giáo dục
Trên địa bàn huyện có 3 trường THPT công lập là:
- Trường THPT Nguyễn Chí Thanh (đóng tại thị trấn Sịa).
- Trường THPT Hóa Châu (đóng tại xã Quảng An).
- Trường THPT Tố Hữu (đóng tại xã Quảng Công).

Ngoài ra, còn có Trung tâm GDNN-GDTX huyện Quảng Điền.
Ở các xã, thị trấn đều có đầy đủ các trường THCS, Tiểu học, Mầm non.